# NGC 7544
NGC 7544 este o galaxie situată în constelația Peștii. A fost descoperită în 18 noiembrie 1864 de către Albert Marth. Se află la o distanță de 108,14 megaparseci de Pământ.